# Bryan Lee O'Malley
Bryan Lee O'Malley, född 21 februari 1979 i London, Ontario, är en kanadensisk serietecknare som är mestadels känd för att ha skapat serierna om Scott Pilgrim.

## Utmärkelser (urval)
- 2005 – Harvey Award (nominerades)[1]
- 2005 – Eagle Awards (nominerades)[2]
- 2005 – Joe Shuster Award (nominerades)[3]
- 2006 – Eisner Award (nominerades)[4]
- 2006 – Joe Shuster Award[5]
- 2007 – Harvey Award (nominerades)[6]
- 2007 – Joe Shuster Award (nominerades)[7]
- 2007 – National Cartoonists Society Division Awards (nominerades)[8]
- 2008 – Harvey Award (nominerades)[9]
- 2008 – Joe Shuster Award (nominerades)[10]
- 2010 – Joe Shuster Award (nominerades)[11]
- 2011 – Harvey Award (nominerades)[12]
- 2011 – Joe Shuster Award (nominerades)[13]
- 2015 – Joe Shuster Award[14]